# Sue Galloway
Sue Galloway (* in Malvern, Pennsylvania) ist eine US-amerikanische Schauspielerin.

## Leben
Galloway nahm ab 2002 Schauspielunterricht am Upright Citizens Brigade-Theater in New York City. Später wurde sie dort selbst Lehrkraft. Bekannt wurde sie durch ihre wiederkehrende Nebenrolle der Sue LaRoche-Van der Hout in der Sitcom 30 Rock, die sie zwischen 2007 und 2013 in 24 Episoden darstellte. Am Set entwickelte sich eine Beziehung zu John Lutz, die beide heirateten und haben zwei Kinder.

## Filmografie (Auswahl)

### Fernsehen
- 2007: Babylon Fields (Fernsehfilm)
- 2007–2013: 30 Rock (Fernsehserie)
- 2012: Eugene! (Fernsehfilm)
- 2015: Critical Hit! (Fernsehfilm)
- 2016: Girls (Fernsehserie)
- 2016: The Characters (Fernsehserie)

### Film
- 2013: North of South, West of East
- 2015: Sisters